# The Maggot
Albums de Melvins
Alive at the F*cker Club
(1998) The Bootlicker
(1999)
The Maggot est un album des Melvins sorti en 1999 chez Ipecac Recordings. Il fait partie d'une trilogie : The Maggot, The Bootlicker et The Crybaby, publiée en édition vinyle par Ipecac Recordings (The Trilogy Vinyl, IPC-011, 27 novembre 2000).
Sur la version CD, toutes les chansons sont divisées en deux pistes de durées sensiblement égales, et la dernière chanson, see how pretty, see how smart, est suivie d'un sample sinistre de Toy, la première chanson de l'album suivant (The Bootlicker), puis d'un silence.

## Pistes (version CD)
1. amazon (Osborne) – 0:50
2. amazon (Osborne) – 0:51
3. AMAZON (Osborne) – 2:50
4. AMAZON (Osborne) – 2:53
5. we all love JUDY (Osborne) – 1:14
6. we all love JUDY (Osborne) – 1:17
7. manky (Osborne) – 3:41
8. manky (Osborne) – 3:45
9. the green manalishi (with the two pronged crown) (Peter Green) – 3:27
10. the green manalishi (with the two pronged crown) (Peter Green) – 3:27
11. the horn bearer (Osborne) – 1:12
12. the horn bearer (Osborne) – 1:15
13. judy (Osborne) – 1:17
14. judy (Osborne) – 1:18
15. see how pretty, see how smart (Osborne) – 4:29
16. see how pretty, see how smart (Osborne) – 6:04

## Personnel
- The Melvins - producteur
  - King Buzzo - chant, guitare, and basse
  - Dale Crover - batterie, guitare et chant
  - Kevin Rutmanis - basse, slide bass et cris
- Tim Green - Ingénieur du son, producteur

## Sources
- (en) Cet article est partiellement ou en totalité issu de l’article de Wikipédia en anglais intitulé « The Maggot » (voir la liste des auteurs).